# Герб Київської області
Герб Ки́ївської о́бласті — святий Юрій Змієборець у золотому обладунку на синьому щиті. Один із двох офіційних символів Київської області. Автор — художник Босенко Василь Васильович.

## Опис
Герб Київської області складається з великого щита, увінчаного золотою князівською діадемою. Щит герба має класичну форму із загостреною посередині нижньою частиною і розділений на верхнє (блакитне) та нижнє (зелене) поле. Нижні лівий і правий кути щита заокруглені, загострення посередині нижньої частини направлене зовні від щита.
На верхньому полі щита розміщується зображення святого Юрія (Георгія) Змієборця на білому коні в золотому обладунку та шоломі, пурпуровому плащі зі списом у руках та німбом навколо голови.
Постать вершника повернута до глядача правим боком у русі зліва направо. Піднята права рука святого Юрія-Георгія тримає списа, ліва на рівні пояса — спис і вуздечку. Права нога у червоному чоботі закладена в стремено. Збруя і сідло оздоблені деталями червоного і коричневого кольорів.
Зображення коня і вершника розміщується на верхньому і частково на нижньому полях. Кінь стоїть на нижньому полі з піднятим правим переднім копитом. Тут же зображено повергнутого коричневого змія із складеними крилами і червленими очима та пащею, яка пронизана списом, який тримає святий Юрій-Георгій. Голова змія з висунутим язиком міститься у правому нижньому куті щита і повернута до глядача своєю лівою стороною. Хвіст змія проходить між задніми ногами коня і закінчується у лівому нижньому куті щита.

Дійсний герб (як і герб Москви) , виконаний із порушенням законів геральдики[1]

### Вінок
Унизу щит прикрашений двома дубовими гілками з зеленим листям та коричневими жолудями, а також шістьма колосками пшениці, які розташовані симетрично по три колоски з обох боків щита. На кожен із двох нижніх колосків зліва та справа від щита частково накладаються по одному листку відповідної дубової гілки.

### Діадема
Діадема має 9 сегментів.
У центральному сегменті діадеми розміщується зображення постаті Христа-Спасителя з німбом.
У сегментах праворуч від Христа-Спасителя — зображення святого князя Володимира з німбом над головою, за ним — князя Ярослава Мудрого.
У сегментах ліворуч від Христа-Спасителя — зображення святої княгині Ольги з німбом над головою, за нею — Анни Ярославівни. У третьому і четвертому сегментах праворуч і ліворуч від Христа-Спасителя зображено стилізований орнамент.

### Розміри
Щит має розміри ширини і висоти у співвідношенні (пропорції) 19 до 23 (h). Верхнє поле має розмір по висоті 18 (h), нижнє — 5 (h). Радіус заокруглення двох нижніх кутів та загострення посередині нижньої частини щита дорівнюють 4 одиниці (h).
Розміри зображення постаті святого Юрія-Георгія від верхівки шолома до стремена — 12 (h), від пальців правої руки до носка чобота — 16 (h). Розміри коня від правого вуха до правого заднього копита — 18 (h), від правого переднього копита до закінчення хвоста — 16 (h). Від нижнього краю щита до правого заднього копита коня — 3 (h), до правого верхнього вуха — 17 (h). Від верхівки списа до правого заднього копита коня — 19,5 (h). Розмір списа 25 (h).
Розміри зображення змія 16,5 на 5 (h). Дубові гілки, що розташовані симетрично з обох боків щита листками догори, мають по 8 зелених листків, які частково накладені один на одного, та по 5 жолудів кожна. Розміри листків — від 4 до 5,5 (h), жолудів — 1,5 (h). Розміри колосків — 7,5 (h). У кожного з них по 9 зернин. Від верхнього краю щита верхівка найвищого з колосків знаходиться на відстані 7 (h), середнього — 11 (h), нижнього — 14,5 (h).
Діадема має 9 сегментів із розмірами :
- найбільшого центрального — 2,4 на 3,5 (h),
- другого від центрального — 2 на 3 (h),
- третього — 1,8 на 2,5 (h),
- четвертого — 1,6 на 2,3 (h),
- п'ятого — 2 на 1,3 (на початку сегмента) і 0,8 (у кінці) (h).

Зображення на центральному сегменті діадеми має розміри у пропорції 1 на 2,6 (h). Зображення у перших сегментах із правої та лівої сторони центрального сегмента має розміри у пропорції 1 на 2,3 (h), у других — 0,7 на 1 (h), у третіх — 1 на 1,5 (h), у четвертих — 1,5 (0,5) на 1 (h).

## Історія герба Київської землі

### Київське князівство
Популярним мотивом символіки Київського князівства починаючи від правління Володимира Мономаха був архангел Михаїл. Архангел, що вражав змія списом був зображений і на князівських печатях XII — XIII століть. Ймовірно, архангел — патрон Мономаховичів — поступово стає символом князівства. Втім використання цього символу саме як герба Київщини, документально не зафіксовано, позаяк в даний період геральдика не набула поширення на руських землях.
Хоча Архангел Михаїл відомий з XII століття як певний династичний знак київських Мономаховичів — Мстислава І (1125 − 1132) та його нащадків, однак зв'язок Архістратига Михаїла з Києвом значно давніший і за легендами сягає дохристиянських часів — символ змієборця. Уже через століття після прийняття християнства київський князь Святополк Ізяславич спорудив у Києві величний Михайлівський Золотоверхий собор — навпроти Софії Київської.

### Київське воєводство
У 1471 році Київське князівство було перетворене в Київське воєводство. Гербом воєводства став срібний янгол, що тримає в правій руці опущений меч, а в лівій — піхви, в червоному щиті.

### Київський полк
У «Титулярнику» 1672 року герб Київщини вперше був представлений у вигляді архангела із щитом та мечем. Така версія герба встановилася для Київщини у російські геральдичній системі. У Знаменному гербовнику 1730 року земельний герб описувався так: «Київський, по-старому, в середині янгол в білому одіянні з мечем, сяяння жовте, поле блакитне». [джерело?]

### Київське намісництво
Герб Київського намісництва, затверджений 4 червня 1782 року: «Архангел Михайло в срібному одязі в блакитному полі».

### Київська губернія

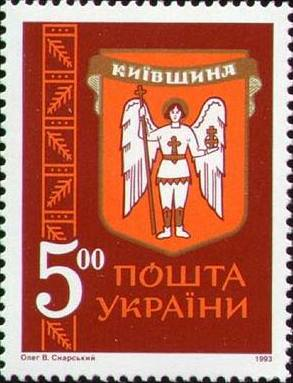
Поштова марка України, 1993

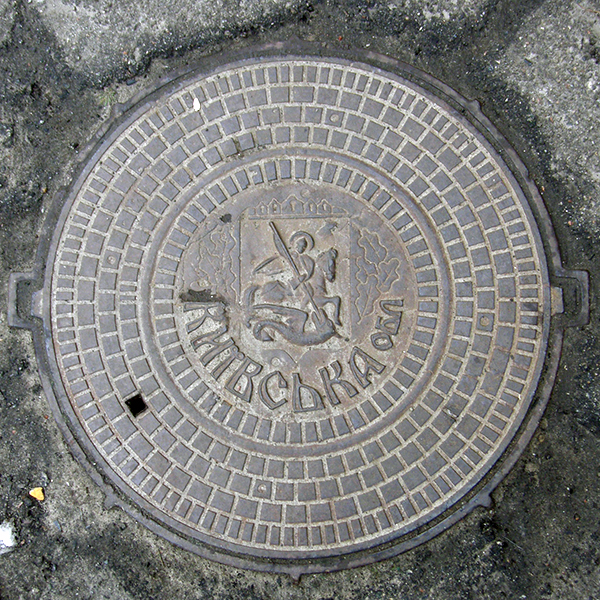
Каналізаційний люк з гербом області у місті Київ

За Київською губернією залишився герб Київського намісництва.[джерело?]
Існував проєкт нового герба губернії 1857 року: «У блакитному щиті святий архістратиг Михайло в срібному одіянні і озброєнні з тим, що полум'яніє метаємо і срібним щитом». Передбачалося, що герб оточуватимуть колоси, які сполучаються Володимирською стрічкою. На щиті — шапка Мономаха.[джерело?]

Герб Київського воєводства (з 1517 року)
Герб Київського воєводства (1569—1793)
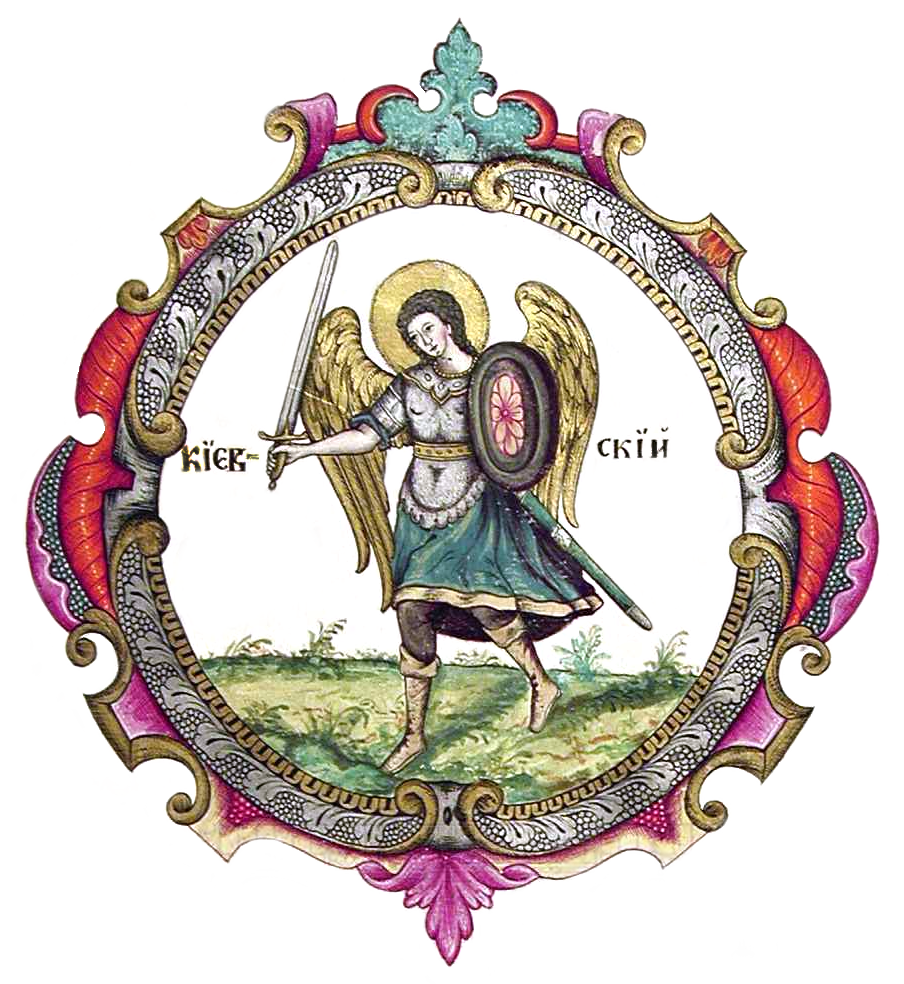
Герб Київщини з царського титулярника 1672 р.
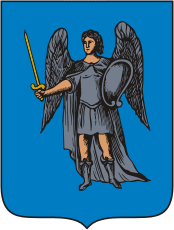
Герб Києва і Київської Губернії Російської імперії (1782—1856)
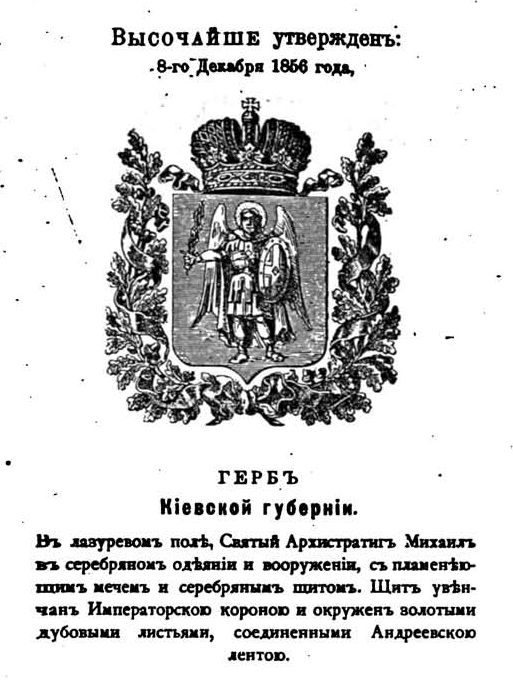
Герб Київської губернії (1856-1918)

Губернський герб, згідно з російською геральдичною традицією, розміщувався на повітових гербах.

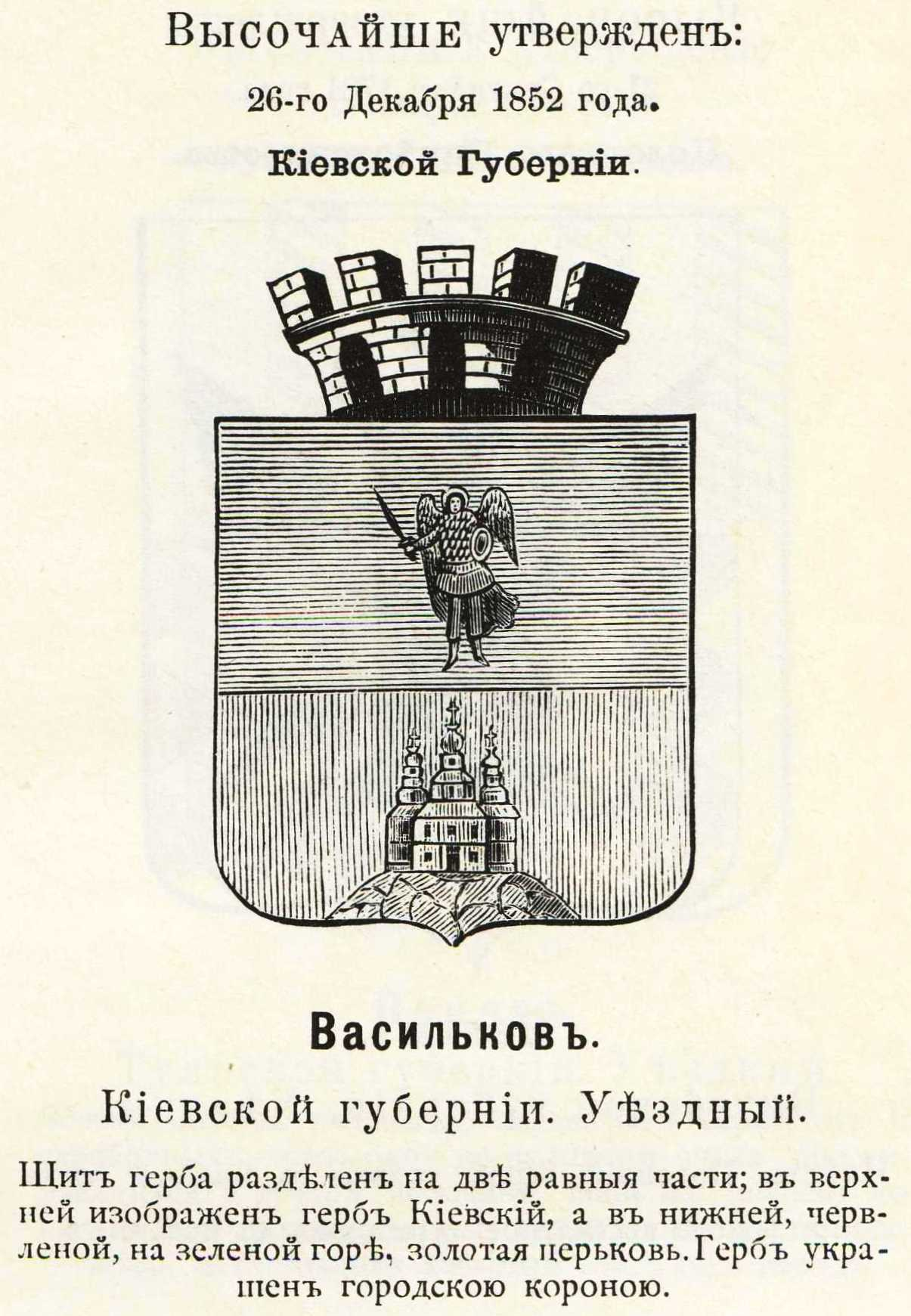
Герб Василькова
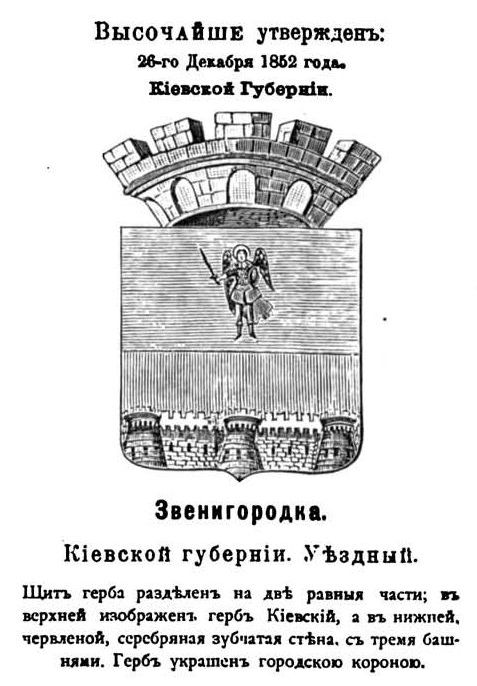
Герб Звенигородки
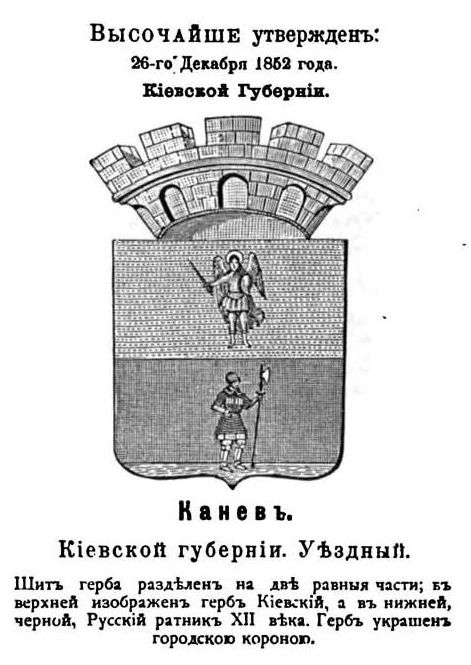
Герб Канева
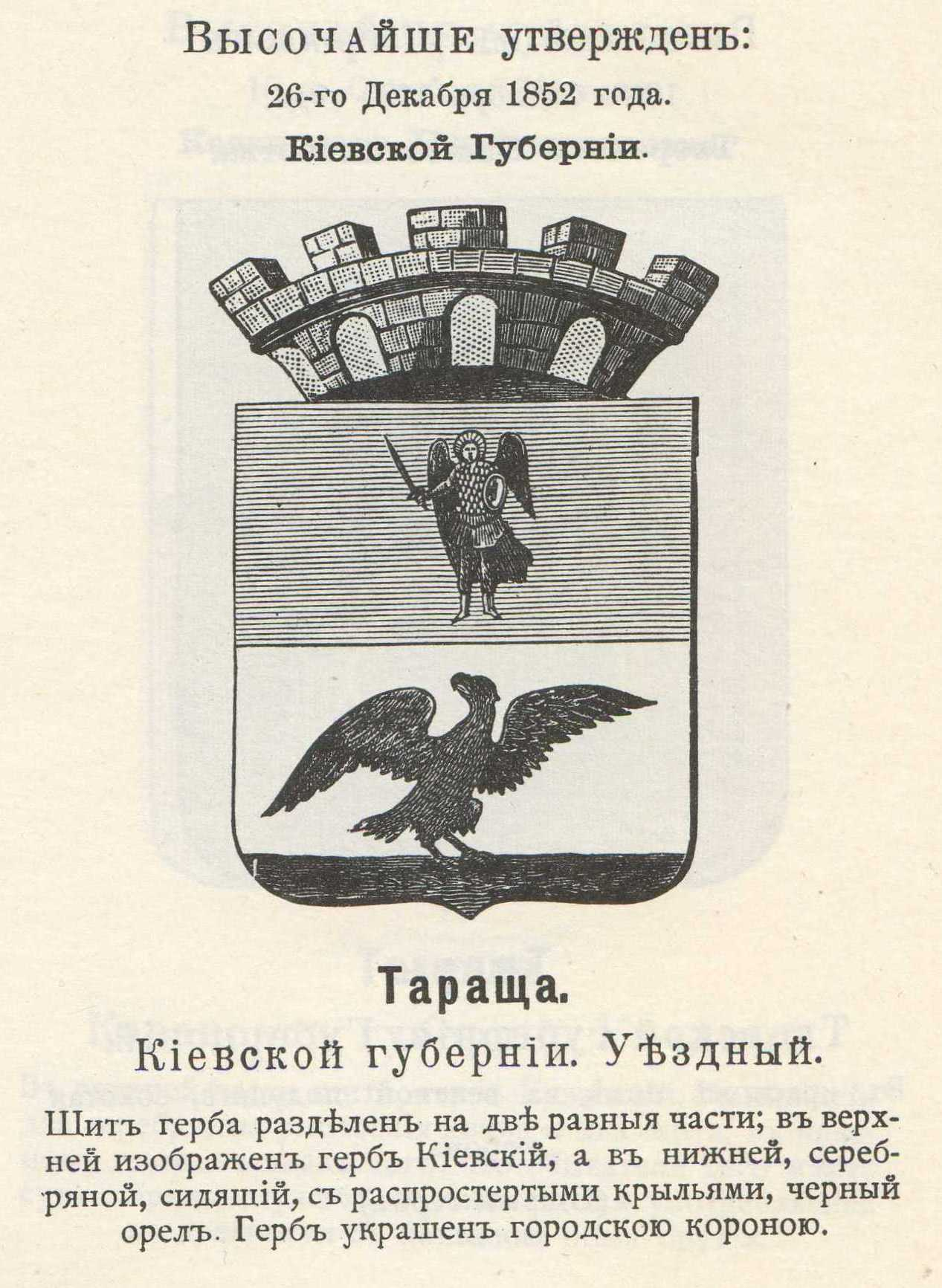
Герб Таращі
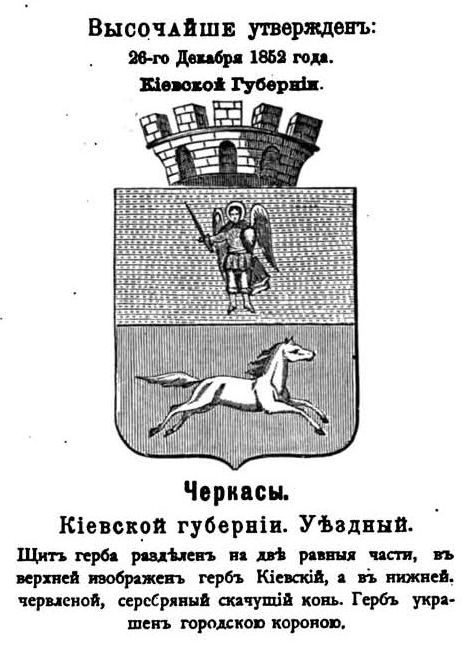
Герб Черкас
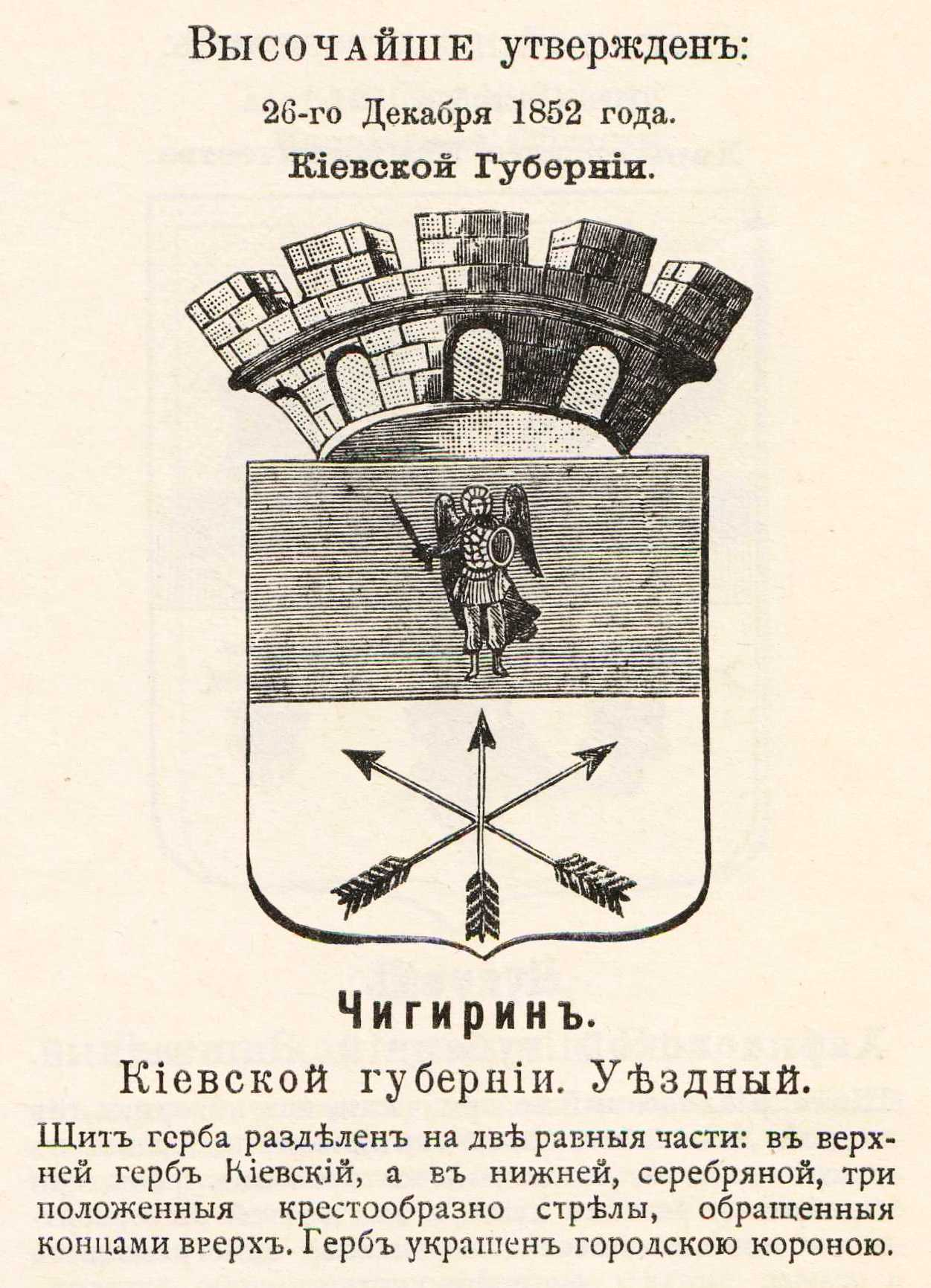
Герб Чигирина